# Ara Malikian
Ara Malikian (* 14. září 1968, Bejrút, Libanon) je španělský houslista arménského původu.
Narodil se v Libanonu a začal hrát na housle se svým otcem ve velmi brzkém věku. První koncert měl již ve 12 letech. Od 14 let studoval hru na housle v Hannoveru na Hochschule für Musik, Theater und Medien jako nejmladší student na této škole. Ve studiu později pokračoval na Guildhall School of Music & Drama v Londýně, zároveň mu dávali lekce Franco Gulli, Ruggiero Ricci, Ivry Gitlis, Herman Krebbers a členové Alban Berg Quartet.
Ara Malikian hraje hudbu různých kultur, a to ze Středního Východu (arabskou a židovskou), střední Evropy (cikánskou a klezmer), Argentiny (tango) a Španělska (flamengo).
Jeho repertoár je velice rozmanitý, zahrnuje většinu důležitých skladeb pro klasické housle (koncerty s orchestrem, sonáty, koncerty s klavírem a komorní hudbu), ale i hudbu moderních skladatelů, jako je Franco Danatoni, Luciano Chailly, Ladislav Kupkovich, Loris Tjeknavorian, Lawrence Roman a Yervand Yernakian. Malikian také hraje recitály pro sólové housle s programy jako 24 capricií od Paganiniho, 6 sonát od Eugène Ysaÿe a sonáty a partity pro sólové housle od J. S. Bacha